# Manjaguni, Ankola
Manjaguni là một làng thuộc tehsil Ankola, huyện Uttar Kannad, bang Karnataka, Ấn Độ.